# Жена цара Јована IV
Багратион (око 1411/2 – пре 1438) је била прва супруга цара Јована IV Великог Комнина. Њено име је непознато.

## Породица
Била је ћерка грузијског краља Александра I Багратиона и његове прве жене Дуландухт, ћерке Бешкена II Орбелијанија. Дуландухт је умрла или је била отерана пре 1415. године, када се краљ Александар I оженио својом другом женом, наследницом Имеретије, ћерком Александра I Имеретског.

## Царица
Око 1426. године удала се за цара Јована IV Великог Комнина, сина трапезунтског цара, Алексија IV и Теодоре Кантакузин, који је побегао из Трапезунта након неуспешног државног удара. Према одломку који се сматра интерполацијом у историји Лаоника Халкокондила, он је оптужио своју мајку царицу Теодору да је имала аферу са неименованим протовестијарем, којег је убио, а затим је држао своје родитеље у заточеништву у цитадели док их особље палате није пустило. 
Убрзо након што се оженио принцезом из династије Багратион, цар Јован IV је напустио Грузију и отишао у Кафу, где је покушао да изнајми велику галију и њену посаду. До 1429. године, нашао је галију, и те године се вратио у Трапезунт. Цар Алексије IV се припремио да се суочи са својим сином на бојном пољу. Јован је потчинио неке од помоћника свог оца, који су убили цара Алексија IV док је спавао. Он је погубио убице свог оца да би порекао било какву везу са њима, а затим је наследио свог оца, вероватно са супругом из династије Багратион као царицом.
Њихова ћерка Теодора Велика Комнина била је у браку са Узун Хасаном, владарем Ак Којунлуа  од 1458. године. Према речима Ентонија Брајера, ово је „најславнији трапезунтско-муслимански брак” и за који се могу одредити услови њиховог брака. Ови појмови су укључивали: мираз имања у селима Халаник и Сесера; "невеста" у томе што би Узун Хасан уложио неку врсту напора да помогне одбрани Трапезунта; Теодорино право да настави да исповеда хришћанску веру, да има капелана и да делује као заштитник хришћана подложних Узун Хасану; и „како се испоставило, Теодорино значајно (и вероватно необично) право да утиче на спољне односе Ак Којунлуа“ Теодорин гроб у Дијарбекиру је приказан једном италијанском посетиоцу 1507. године. Њене две ћерке су ишле у Дамаск где их је Катарино Зено срео 1512. године. 
Извештај Катерина Зенона из 1474. именује још једну ћерку, Евдокију-Валенцу од Трапезунта. Ова Валенца је била забележена као жена Николоа Криспа, господара Сироса. Међутим, наводи се да има ћерку која се удала 1429. године. Мало је вероватно да су цар Јован IV и она били баба и деда удате жене само три године након сопственог брака. Сматра се да је Валенца вероватно била сестра цара Јована IV, уместо ћерка. Николо Криспо је имао једанаесторо деце. Према сопственој преписци, Николо је такође био зет Јакопа са Лезбоса. Његова деца могу бити из било ког од његова два брака. Међу њима су (између осталих) Франческо II Криспо, војвода од архипелага и Фјоренца Криспо, мајка Катарине Корнаро.

## Смрт
Према Еуропаисцхе Стаммтафелн: Стаммтафелн зур Гесцхицхте дер Еуропаисцхен Стаатен (1978) од Детлев Швеничкеа, умрла је до 1438. Цар Јован IV се оженио неименованом турском дамом. Еуропаисцхе Стаммтафелн сматра да је ова друга жена била ћерка Давлата Бердија. Перо Тафур у својим путописним мемоарима бележи да је цар Јован IV, када је посетио Трапезунт 1438. године, имао жену Туркињу.